# Corydalis
Corydalis (DC., 1805) è un genere di piante appartenenti alla famiglia delle Papaveraceae, dall'aspetto di piccole erbacee annuali o perenni dal tipico fiore a “sperone”, diffuso nell'interno emisfero settentrionale.

## Tassonomia
Il genere di questa scheda è abbastanza numeroso con circa 300 specie, di queste meno di una decina sono spontanee della nostra flora. La posizione tassonomica rispetto alla famiglia è invece in via di definizione: secondo la classificazione del Sistema Cronquist (degli anni ottanta e considerata ormai “classica”) questo genere appartiene alla famiglia delle Fumariaceae e relativo ordine delle Papaverales; mentre secondo le ultime ricerche filogenetiche del gruppo APG II System è stato spostato alla famiglia delle Papaveraceae e all'ordine delle Ranunculales (vedi tabella a destra).
Una certa confusione nella classificazione di questo genere deriva anche dal fatto che alcuni botanici sdoppiano la famiglia delle Papaveraceae in due sottofamiglie (Fumarieae e Papavereae); altri invece preferiscono considerare questo gruppo diviso in due famiglie distinte (Papaveraceae e Fumariaceae).
Lo studio fatto dal botanico italiano Adriano Fiori (1865 – 1950) è senz'altro ancora valido per le specie spontanee italiane. Queste vengono da lui suddivise in due sezioni:
- Capnoides: le radici di queste piante non sono tuberose, i fusti sono ramosi con molte foglie, i racemi sono multipli e in posizione ascellare rispetto alle foglie, i fiori sono gialli, bianchi o con sfumature intermedie (Corydalis capnoides, Corydalis lutea).
- Bulbocapnos (Bernh.) W.D.J.Koch: la parte ipogea della pianta è un tubero (cavo o pieno a seconda della specie),  i fusti sono semplici con poche foglie e un solo racemo fiorale; il colore dei fiori è roseo, porporino o anche bianco  (Corydalis solida, Corydalis cava).

I floricultori dividono diversamente queste piante (puntando maggiormente sui caratteri più visibili): una prima selezione viene fatta in base al colore dei fiori (purpurei o gialli-bianchi), poi all'interno di queste sezioni si dividono le piante in base al loro ciclo biologico (annue o perenni) e quindi al loro apparato radicale (rizomatoso oppure bulboso).

Altre chiavi analitiche per la distinzione delle varie specie di questo genere sono:
- la forma della foglia più o meno pennatosetta;
- la forma dei lobi (o segmenti) lanceolati, lineari o oblanceolati (o cuneiformi);
- la pubescenza delle foglie che può essere nulla o tomentosa (Corydalis tomentosa);
- le brattee che possono essere intere o dentate o di forma ovale-oblunga;
- lo sperone del fiore che può essere lungo o breve, incurvato o dritto.

Qui di seguito è indicata la classificazione scientifica di questo genere:

Famiglia: Fumariaceae, definita per la prima volta dal biologo e scrittore svedese Carl von Linné (Rashult, 23 maggio 1707 –Uppsala, 10 gennaio 1778).
Sottofamiglia: Fumarioideae, definita dall'americano Amos Eaton (1776-1842) nel 1836.
Tribù: Corydaleae, definita dal botanico, naturalista e politico belga Barthélemy Charles Joseph Dumortier (Tournai, 3 aprile 1797 – 9 giugno 1878) nel 1829.
Sottotribù: Corydalinae, definita dal botanico austriaco Stephan Ladislaus Endlicher (24 giugno 1804 – 28 marzo 1849) nel 1839.
Genere: Corydalis, definito dal botanico e micologo svizzero Augustin Pyrame de Candolle (Ginevra, 4 febbraio 1778 – 9 settembre 1841) in una pubblicazione del 1805.
Elenco delle sezioni in cui è suddiviso il genere di questa scheda (l'elenco non è completo, ma solo indicativo):
- Bulbocapnos (Bernh.) W.D.J.Koch
- Capnogorium (Bernh.) Endl.(1850)
- Capnoides
- Chrysocapnos Wendelbo (1974)
- Corydalis
- Cremnocapnos Wendelbo (1974)
- Dactylotuber (Rupr.) Popov (1937)
- Incisae Fedde (1926)
- Leonticoides DC. (1821)
- Oocapnos Popov ex Wendelbo  (1974)
- Remososibiricae Fedde ex Wendelbo (1974)
- Sophorocapnos (Turcz.) Popov (1937)
- Strictae(Fedde) Wendelbo (1974)
- Trachycarpae (Fedde) Fedde (1936)

### Specie spontanee della flora italiana
Per meglio comprendere ed individuare le varie specie del genere (solamente per le specie spontanee della nostra flora) l'elenco che segue utilizza in parte il sistema delle chiavi analitiche.
- SEZIONE A: le brattee dell'infiorescenza sono partite (divise) o profondamente lobate;
  - Gruppo 1A: i racemi fiorali sono posizionati all'ascella delle foglie; i fiori sono colorati di giallo-bianco; il ciclo biologico delle piante è annuo oppure sono bienni ma senza bulbo;

Corydalis capnoides (L.) Pers. - Colombina bianca: è una pianta alta fino a 30 cm; il ciclo biologico è annuale (o bienne);  la forma biologica è terofita scaposa (T scap); il tipo corologico è Eurosiberiano. L'habitat tipico per questa specie sono i muri e le macerie. È diffusa, ma rara nel Cadore e in Val Pusteria a quote tra i 600 e 1200 m s.l.m.
- Gruppo 1B: l'infiorescenza è formata da un unico racemo terminale; il colore dei fiori è roseo-purpureo con sfumature bianche; il ciclo biologico delle piante è perenne  (sono bulbose);

Corydalis solida (L.) Swartz. - Colombina solida: i peduncoli del frutto sono lunghi da 10 a 20 mm; il racemo contiene da 10 a 20 fiori. Questa pianta è alta fino a 30 cm ed ha un ciclo biologico perenne;  la forma biologica è geofita bulbosa (G bulb); il tipo corologico è Centroeuropeo. L'habitat tipico per questa specie sono i boschi di latifoglie. È diffusa, ma rara, in tutta l'Italia a quote tra i 200 e 1800 m s.l.m.
Corydalis pumila (Host) Rchb. - Colombina minore: i peduncoli del frutto sono lunghi 5 mm; il racemo contiene da 3 a 8 fiori. Questa pianta è alta da 7 a 20 cm ed ha un ciclo biologico annuale;  la forma biologica è geofita bulbosa (G bulb); il tipo corologico è Centroeuropeo. L'habitat tipico per questa specie sono le forre umide. Si trova in modo discontinuo in Corsica e Sardegna a quote tra i 600 e 2000 m s.l.m.
- SEZIONE B: le brattee dell'infiorescenza sono intere o al massimo dentate;
  - Gruppo 1A: lo sperone è lungo da 2 a 4 mm; i fiori sono gialli o biancastri; il fusto è rizomatoso con racemi in posizione ascellare;

Corydalis lutea (L.) DC. - Colombina gialla: i fiori sono gialli; i frutti sono pendenti con al loro interno dei semi lucidi. La pianta è alta fino a 20 cm ed ha un ciclo biologico perenne;  la forma biologica è emicriptofita scaposa (H scap); il tipo corologico è Endemico (specie nativa dell'Europa occidentale). L'habitat tipico per questa specie sono le rupi calcaree e i muri. Si trova sulle Alpi a quote tra i 500 e 1700 m s.l.m.
Corydalis alba (Mill.) Mansf. (sinonimo = Corydalis ochroleuca Koch.) - Colombina bianco-gialla: i fiori sono bianco-gialli; i frutti hanno un portamento eretto con al loro interno dei semi tubercolati e opachi. La pianta è alta fino a 25 cm ed ha un ciclo biologico perenne;  la forma biologica è emicriptofita scaposa (H scap); il tipo corologico è Endemico (specie nativa dei monti Illirici e Appennini). L'habitat tipico per questa specie sono le rupi calcaree e le forre umide. Si trova sugli Appennini a quote tra i 100 e 1500 m s.l.m.
- Gruppo 1B: lo sperone è lungo da 8 a 15 mm; i fiori sono purpurei o bianco-rosati; le piante sono bulbose e il fusto porta un unico racemo fiorale;

Corydalis intermedia (L.) merat. - Colombina media: l'infiorescenza è composta da pochi fiori (2-8); la corolla è lunga da 10 a 15 mm; le foglie inferiori sono protette da una grossa squama. Questa pianta è alta da 6 a 12 cm ed ha un ciclo biologico annuale;  la forma biologica è geofita bulbosa (G bulb); il tipo corologico è Centroeuropeo. L'habitat tipico per questa specie sono i boschi di querce e faggio. Si trova nell'Italia del nord (raramente anche altrove) a quote tra i 100 e 2000 m s.l.m.
Corydalis cava (L.) Schweigg & Koerte - Colombina cava: l'infiorescenza è composta da molti fiori (5-20); la corolla è lunga 20-25 mm; le foglie inferiori senza squame. Questa pianta è alta da 10 a 35 cm ed ha un ciclo biologico perenne;  la forma biologica è geofita bulbosa (G bulb); il tipo corologico è Europeo-Caucasico. L'habitat tipico per questa specie sono i boschi di latifoglie. Si trova su tutta la penisola (isole escluse) fino a 1000 m s.l.m.

### Generi simili
- Fumaria L. - Fumaria: le specie del genere Fumaria possono facilmente essere confuse con quelle di questa scheda (i fiori sono molto simili). La differenza maggiore (per altro poco appariscente) consiste nel frutto che in questo genere è una nucula indeiscente che contiene un unico seme (nella Corydalis i semi sono tanti e deiscono tramite due valve).

## Etimologia
L'etimologia del nome del genere (corydalis) deriva da un vocabolo greco (korydalis) che significa “allodola” e fa riferimento allo sperone terminale del fiore che ricorda il dito posteriore delle allodole. Altre etimologie fanno riferimento alla somiglianza del fiore con la cresta dell'allodola. I primi ad usare tale termine per queste piante sono stati il medico greco antico ellenista Galeno (Pergamo, 129 – 216) e il naturalista belga Rembert Dodoens, vissuto fra il 1517 e il 1585. Nome ripreso dal botanico e micologo svizzero Augustin Pyrame de Candolle (Ginevra, 4 febbraio 1778 – 9 settembre 1841) in una pubblicazione del 1805, e introdotto definitivamente nella botanica sistematica dal botanico francese Étienne Pierre Ventenat (1757-1808) nella sua dizione (scrupolosa trasposizione dalla etimologia greca) in Cridàlli.
Può essere interessante notare come l'aspetto caratteristico dei fiori di queste piante abbiano dato luogo sin nell'antichità a diversi altri nomi; ad esempio Plinio le chiamava Pes gallinaceus (= piede di gallina).
Un altro termine che anticamente era usato per chiamare queste piante è Fumaria. Questo termine deriva dalla parola greca capnos (= fumo). Oggi tutti questi termini sono utilizzati variamente dai botanici: Capnoides è una sezione del genere Corydalis mentre Fumariaceae è il nome della famiglia del presente genere. Esiste inoltre un genere di nome Fumaria (dalla parola latina fumus) abbastanza simile a quello di questa scheda (vedi il paragrafo Generi simili).

## Descrizione

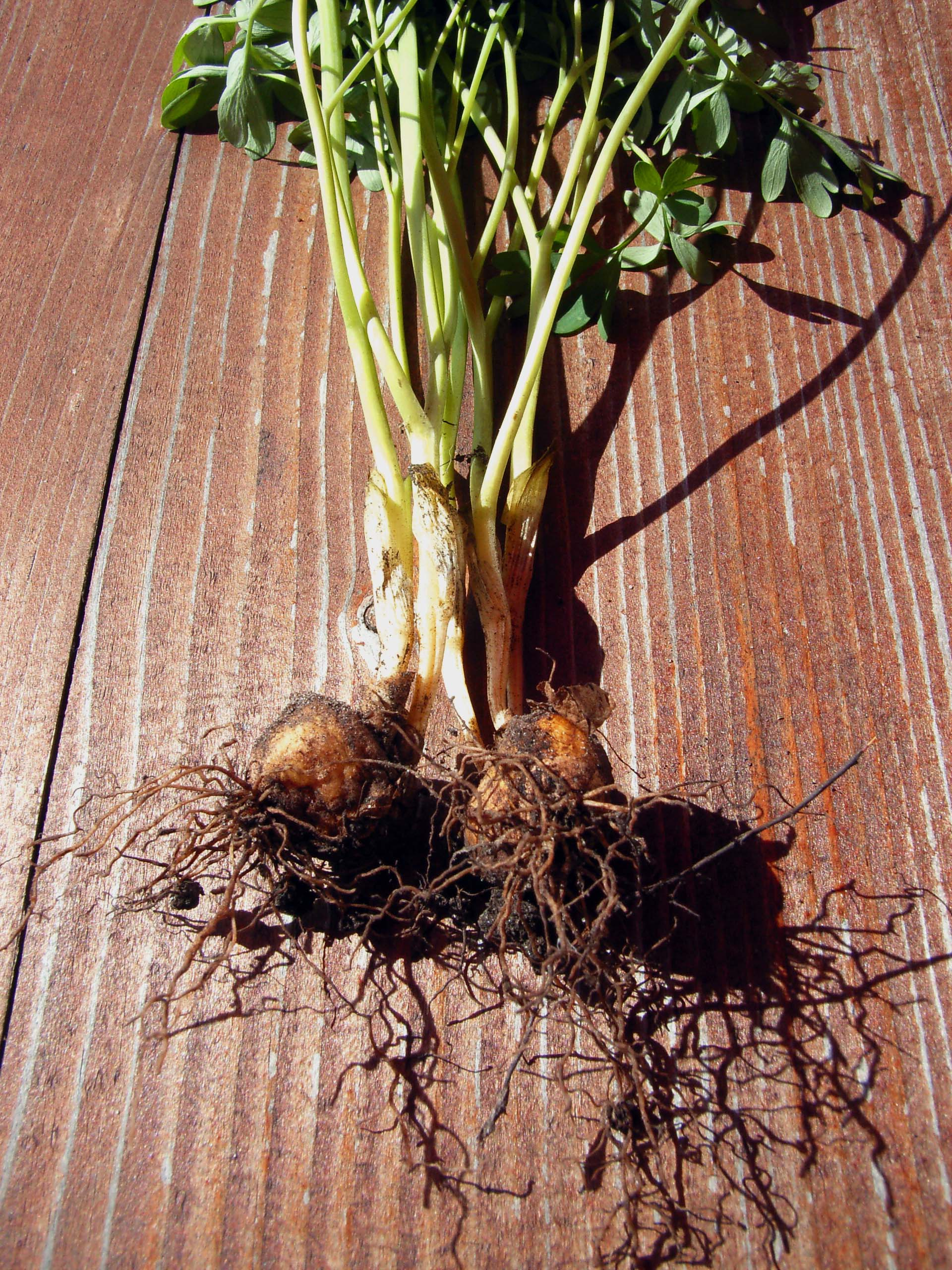
Il bulbo (Corydalis solida)

Le piante di questo genere non sono molto alte (non raggiungono i 50 cm; almeno nelle specie spontanee della nostra penisola). Il loro portamento è eretto o prostrato e l'aspetto generale è glabro e glauco. Non hanno una forma biologica prevalente, comunque almeno il 50% delle specie sono bulbose (ossia hanno la forma biologica geofita bulbosa - G bulb).

### Radici
Le radici generalmente sono secondarie da rizoma o da bulbo.

### Fusto
I fusti sono semplici o ramosi e mediamente fogliosi.

### Foglie

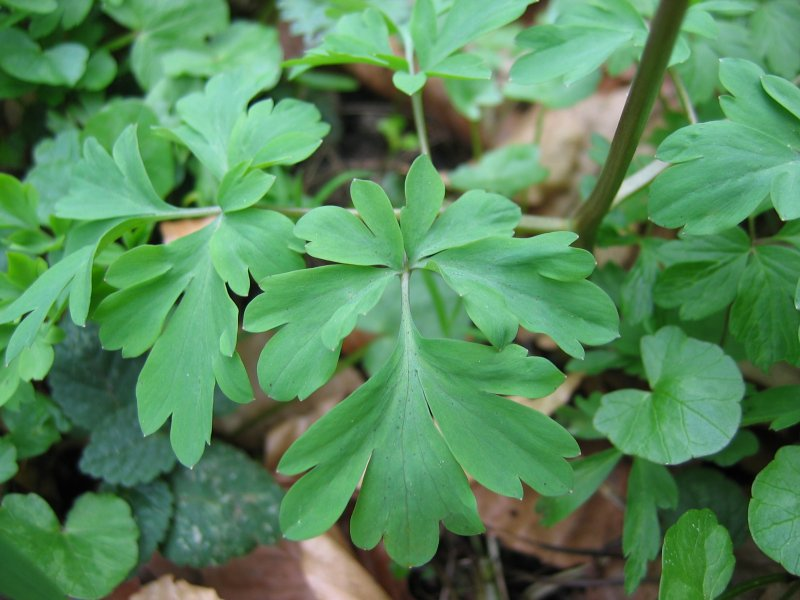
Le foglie (Corydalis cava)

Le foglie sono due o tre volte pennatosette con lobi che possono essere lanceolati, oblanceolati o ovali. La disposizione delle foglie lungo il fusto è alterna e non hanno stipole.

### Infiorescenza

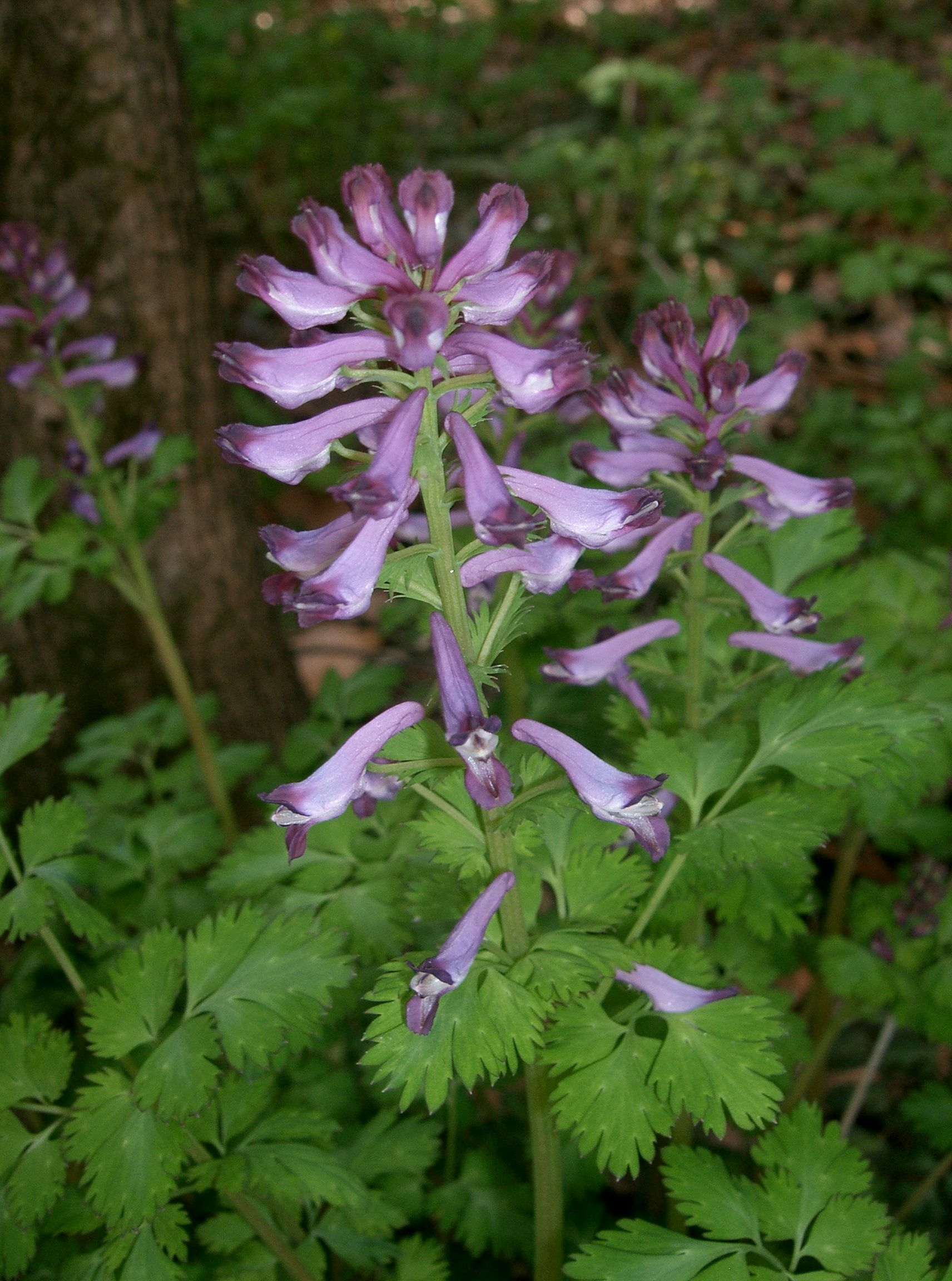
Infiorescenza (Corydalis incisa)

L'infiorescenza in genere è un racemo terminale a molti fiori e spesso si genera all'ascella delle foglie cauline superiori. Se la specie prevede più racemi, allora questi possono nascere opposti alle foglie. Il colore dei fiori è giallo, bianco (o biancastro verso il giallo) o roseo-porporino per le specie spontanee dell'Italia. In altre zone si possono trovare anche delle varianti blu. I fiori sono inoltre protetti da brattee che possono essere intere o dentate.

### Fiori

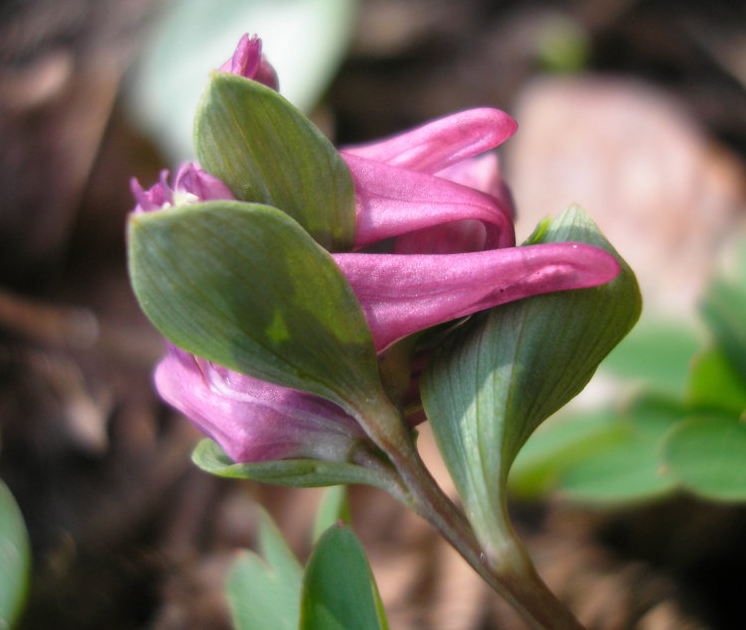
Brattee protettive dei fiori (Corydalis intermedia)

I fiori sono ermafroditi, zigomorfi, ciclici e eteroclamidati. Possiedono uno sperone che è un prolungamento della corolla. 
- Formula fiorale:

* K 2, C 2+2, A (6), G (2) (supero)
- Calice: il calice è formato da due piccoli sepali caduchi di tipo petaloide.
- Corolla: la corolla (bilabiata = due petali + due petali) è composta in totale da quattro petali saldati alla base; quello superiore, il più grande, si prolunga all'indietro con una forma che ricorda uno sperone. Lo sperone contiene del nettare.
- Androceo: gli stami sono sei e di tipo diadelfo; il polline presenta una particolarità: è auto-sterile (è inibita l'autoimpollinazione).
- Gineceo: lo stilo è unico di tipo filiforme e termina con un doppio stigma; mentre l'ovario (uniloculare) è supero (o libero) formato da 2 carpelli uniti.

### Frutti
Il frutto è una capsula a forma lineare-fusiforme pendente, contenente diversi semi (frutto polispermo). I semi deiscono tramite due valve.

## Distribuzione e habitat
Le specie del genere sono distribuite prevalentemente nelle regioni temperate dell'Emisfero settentrionale. La maggioranza di queste poi sono concentrate nell'Africa settentrionale e nell'area europea mediterranea. Non ci sono casi di queste piante naturalizzate nelle zone tropicali. Alcune decine di specie sono proprie dell'Asia centrale, e poche altre sono distribuite tra l'America e l'Africa meridionale.
Delle 7 specie  spontanee della nostra flora, 6 vivono sull'arco alpino. La tabella seguente mette in evidenza alcuni dati relativi all'habitat, al substrato e alla diffusione delle specie alpine.
| Specie        | Comunità vegetali | Piani vegetazionali | Substrato | pH            | Livello trofico | H2O   | Ambiente | Zona alpina                             |
| ------------- | ----------------- | ------------------- | --------- | ------------- | --------------- | ----- | -------- | --------------------------------------- |
| C. alba       | 3                 | collinare montano   | Ca        | basico        | medio           | secco | C2       | CO BG                                   |
| C. capnoides  | 2                 | montano             | Ca Ca-Si  | basico neutro | alto            | secco | B2 B3 B4 | BL BZ                                   |
| C. cava       | 14                | collinare montano   | Ca Ca-Si  | basico neutro | alto            | medio | I2       | tutto l'arco alpino (escl. TO AO VC NO) |
| C. intermedia | 14                | subalpino           | Ca Si     | neutro        | alto            | medio | I2       | tutto l'arco alpino (escl. TO UD)       |
| C. solida     | 14                | collinare montano   | Ca-Si Si  | neutro        | medio           | medio | G4 I2    | tutto l'arco alpino (escl. BG)          |

Legenda e note alla tabella.

Per il “substrato” con “Ca/Si” si intendono rocce di carattere intermedio (calcari silicei e simili); vengono prese in considerazione solo le zone alpine del territorio italiano (sono indicate le sigle delle province).
Comunità vegetali:
2   = comunità terofiche pioniere nitrofile
3   = comunità delle fessure e delle rupi e dei ghiaioni
14  = comunità forestali
Ambienti:
B2 = ambienti ruderali, scarpate
B3 = siepi e margini dei boschi
B4 = riposi del bestiame
C2 = rupi, muri e ripari sotto roccia
G4 = arbusteti e margini dei boschi
I2 = boschi di latifoglie

## Usi

### Farmacia
Alcune specie hanno un certo interesse nella medicina popolare in quanto presentano delle proprietà (tra le altre) sedative (calmano gli stati nervosi o dolorosi in eccesso), antispasmodiche (attenuano gli spasmi muscolari, e rilassano anche il sistema nervoso) oppure vasocostrittrici (restringono i vasi sanguigni aumentandone la pressione).
È spesso presente nella pianta bulbocapnina, alcaloide utilizzato per indurre stati catalettici.
Nell'Ottocento con particolari procedimenti dalla radice di Corydalis cava (chiamata anche Corydalis bulbosa) si estraeva la coridalina, utilizzata anche per la preparazione di un farmaco, chiamato "Corydaline".
Oggi i preparati a base di Corydalis cava sono studiati per il trattamento della malattia di Parkinson.
Un particolare utilizzo della droga è citato da William S. Burroughs in Pasto nudo (Naked Lunch):

### Cucina
Non sono piante normalmente usate in cucina (anche perché possono essere presenti degli alcaloidi tossici contenuti nella parte ipogea della pianta, per cui sono considerate potenzialmente velenose). Si hanno notizie di popolazioni lontane dalla nostra civiltà come gli Ainos (Tracia) o i Calmucchi che dopo ripetute bolliture dei bulbi di alcune specie (per togliere l'amaro) li usavano come cibo. Probabilmente queste sono le specie bulbose come Corydalis solida,  Corydalis bulbosa oppure Corydalis ambigua che crescono anche nella regione della Kamčatka o in Giappone.

### Giardinaggio
Il giardinaggio è l'impiego più frequente per le piante di questo genere. Metà circa derivano dalla nostra flora spontanea e un'altra mezza dozzina dalle altre parti del mondo. Sono piante che facilmente vengono usate nei giardini rocciosi o come bordura o come piante di riempimento. Spesso sono piante che si riseminano spontaneamente per cui non hanno bisogno di molte cure. Sono piante che prediligono le esposizioni aperte, ma un po' protette, similmente alle zone dove è facile trovarle allo stato spontaneo (schiarite di boschi o suoi margini).
Le prime notizie dell'utilizzo orticolo di queste piante si hanno negli anni attorno al 1750 e venivano chiamate genericamente Fumosterno giallo (probabilmente le prime a essere importate erano le varietà gialle che sono molto decorative per le loro sfumature verso l'arancio).

### Scienza
Alcune specie sono studiate per la loro apparente “monocotiledonia”; altre per la loro auto-sterilità del polline (Corydalis cava); interessante è anche il sistema che usa la Corydalis claviculata per arrampicarsi (lo stesso Darwin ne aveva studiato alcuni aspetti morfologici).

### Altro
Alcune specie di Corydalis sono utilizzate come cibo da parte di larve di alcuni lepidotteri, tra cui Xanthorhoe montanata della famiglia delle Geometridae e Parnassius mnemosyne della famiglia delle Papilionidae.